# Ateleia guaraya
Ateleia guaraya é uma árvore da família das fabáceas nativa não endêmica do Brasil. O heterótipo A. ovata é conhecido no Ceará pelo nome popular amarelão.

## Morfologia
A A. guaraya atinge até dez metros. Possui ramos cinzentos, claros, sem espinhos e lenticelados. Possui folhas com sete a nove folíolos, raque pubescente; sem estípulas; folíolos subopostos, cartáceos; peciólulos puberulentos de 3 a 4 milímetros de comprimento; lâmina elíptica, obtusa porém longamente afunilada, emarginada, assimétrica na base, com até sete centímetros de comprimento por por três centímetros de largura, nervação proeminente na face abaxial, pelúcido-punctada, pilosa abaxialmente. Inflorescência axilar de sete a dez centímetros de comprimento, tirsoide, densamente florida; flores levemente pediceladas, pedicelos com três milímetros de comprimento, puberulentos. Legume estreita de três centímetros de comprimento, estipitada, estipe de oito milímetros de comprimento. Esta é a única espécie deste gênero com folíolos pelúcido-punctados, característica comumente encontrada no gênero relacionado Myrocarpus.
O heterótipo A. ovata atinge de 6 a 25 metros de altura. Possui folhas com 9 a 23 folíolos; folíolos agudos ou subagudos com lâminas usualmente elípticas/ovaladas e assimétricas de dimensões um a sete por um a três centímetros, com base oblíqua, amplamente arredondada, glabro na superfície superior, exceto por alguma pubescência ao longo da nervura principal, moderadamente pubescente na face inferior com uma pequena propagação, usualmente glabrescente; com pecíolos tomentosos de dois a três milímetros de comprimento; com brácteas deltoides com cerca de um milímetro de comprimento, com ráquis tomentosos de dezoito centímetros de comprimento; flores com cerca de seis milímetros de comprimento; cálice tomentoso de 2 a 2,5 milímetros de comprimento; pétalas glabras com cerca de seis por dois milímetros de comprimento e largura respectivamente; ovário ciliado ao longo da margem inferior e na base e glabro no resto; fruto glabro com cerca de 2 a 2,5 por 1 a 1,4 centímetros de comprimento e largura respectivamente incluindo a asa de cerca de um milímetro de largura.
No geral a A. ovata é muito similar a A. pterocarpa original do México e seria difícil de distingui-las sem saber seu país de origem.

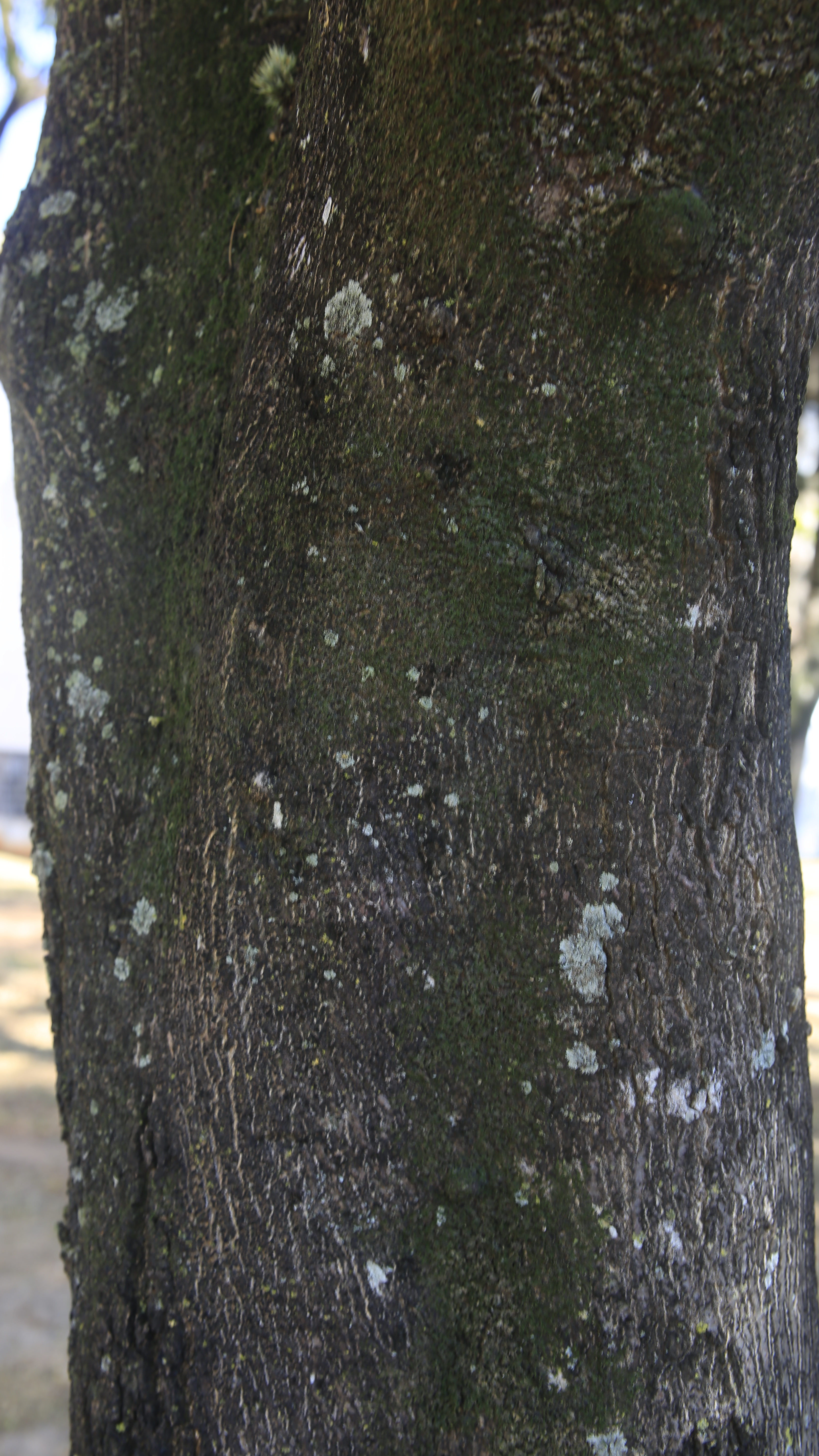
Tronco de A. ovata.
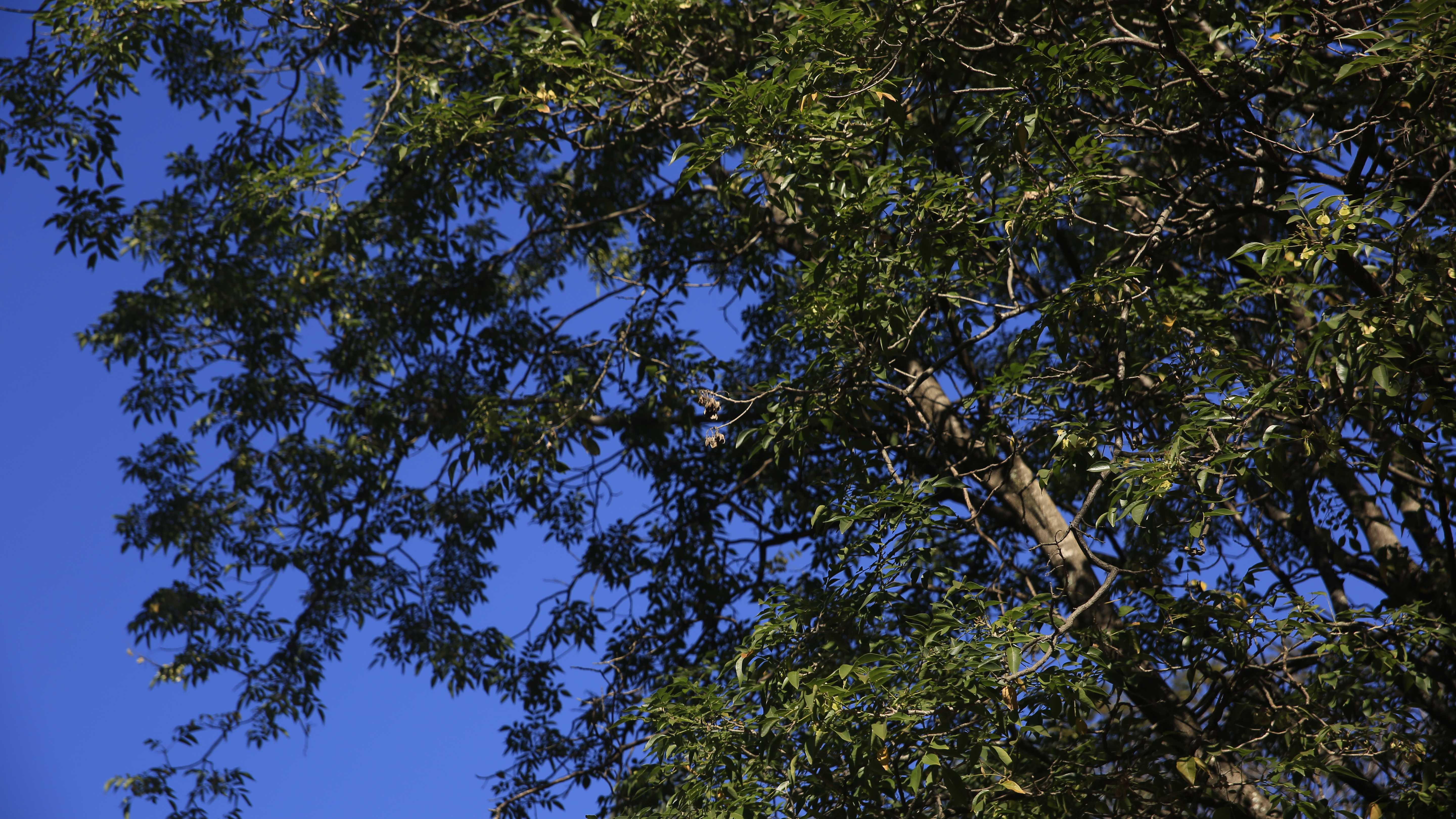
Frutos de A. ovata maduros no centro e verdes no canto direito da imagem.

## Distribuição geográfica
No Brasil ela se distribui nas regiões: Norte nos Estados de Pará e Tocantins, Nordeste nos Estados de Ceará e Maranhão, Centro-Oeste nos estados de Goiás, Mato Grosso e Mato Grosso do Sul; nos biomas Amazônia, Cerrado, Caatinga e Pantanal; nos tipos de vegetação de área antrópica, Cerrado (lato sensu), Floresta Ciliar ou Galeria, Floresta Estacional Semidecidual.